# Veniamin Apostol
Veniamin Apostol (n. 15 august 1938, Dubna, județul Soroca – d. 14 decembrie 2000, Chișinău) a fost un regizor și actor din Republica Moldova.

## Biografie
Veniamin Apostol s-a născut pe 15 august 1938, în satul Dubna, județul Soroca, în familia lui Gavril și Eudochia Apostol. Între 1945-1952 a învațat la școala de șapte clase din satul natal, după care a absolvit Tehnicumul de Bibliotecari din Soroca, specialitatea lucrător de club. În 1955 - absolvește Școala de iluminare culturală „E. Sârbu” din Soroca; În 1964 - absolvește Institutul de Stat al Artelor „G. Musicescu”, Facultatea teatrală, specialitatea Actor teatru dramatic, clasa lui Valeriu Cupcea; în 1969 - absolvește Institutul de Artă Teatrală "A. Lunacearski" din Moscova, Federația Rusă; Facultatea Regie, specialitatea Regie teatru dramatic; clasa lui Anatolii Efros. 
Debutează cu spectacolul "O noapte cu privighetori" de V. Ejov. În anul 1968 este angajat în calitate de Regizor la Teatrul academic muzical-dramatic "A.S. Pușkin"; Chișinău, Moldova. În 1977 susține teza de doctor în studiul artelor „Activitatea creatoare a teatrului pentru tineret” la Academia Teatrală din Moscova, GHITIS.  trece în funcția de Prim-regizor al Teatrului academic muzica.l-dramatic "A.S. Pușkin"; Chișinău, Moldova. Activitatea profesională și-a început-o în 1956 în calitate de inspector-metodist la Secția raională de cultură din Ocnița. A fost regizor (1968-1977, 1981-1985) și prim regizor (1977-1981) la Teatrul Academic Moldovenesc Muzical-Dramatic „A. S. Pușkin" (actualmente Teatrul Național „Mihai Eminescu").
În urma stabilirii unei colaborări strânse cu dramaturgul Dumitru Matcovschi, colaborare, care cu timpul s-a transformat într-o relație de prietenie, pe scena Teatrului academic de stat A.S. Pușkin (actualul Teatru național "Mihai Eminescu") au fost montate spectacole de referință în istoria artei teatrale de peste Prut: "Tata" (1978), "Abecedarul" (1987), "Pomul vieții" (1984).
În anul 1985, din cauza promovării valorilor naționale pe scena teatrului moldovenesc, este transferat de către conducerea Ministerului culturii la Teatrul dramatic rus "A.P. Cehov" unde va ocupa fotoliul de prim-regizor. Necătând la acest fapt, găsește limbă comună cu actorii, vorbitori de limbă rusă ai acelui teatru, și montează câteva spectacole de referință. Printre aceste spectacole merită de menționat "Рыжая кобыла с колокольчиком" ("Mârțoaga cu clopoței") de Ion Druta și "Страх и отчаяние в третьей империи" ("Frică și disperare în al Treilea Reich") de Bertolt Brecht. În anul 1987 este ales în funcția de Președinte al Uniunii Oamenilor de Teatru din Moldova, pe care o conduce timp de 9 ani.
În 1987 a fost ales, iar în 1996 reales pentru al doilea termen în funcția de președinte al Uniunii Oamenilor de Teatru din Moldova. Din 1991 și până în 1999 îndeplinește funcția de Rector al Institutului de stat al artelor din Republica Moldova. Iar în anul 1999, după ce pleacă din funcția de rector, devine șef al Catedrei Regie a Universității de stat a Artelor.
În anul 1996, pentru lucrul la spectacolul "Apostolul Andrei" de Ion Druta, i-a fost înmânat Premiul de stat.
Veniamin Apostol a fost Deputat al Congresului deputaților poporului al Uniunii Sovietice (1989), unde a continuat să promoveze și să apere valorile naționale.
A fost prezent în emisiuni TV și radiofonice, a scris zeci de articole, cronici teatrale, schițe de portret. A pregătit pentru editare o monografie dedicată profesorului său A. V. Efros (Prelegeri de regie la maestrul A. V. Efros).
Veniamin Apostol a decedat la data de 14 decembrie 2000 în urma unui accident cerebral vascular. A fost înmormântat în Cimitirul Central din Chișinău.
În iunie 2010 a fost fondat la Soroca Teatrul Veniamin Apostol.

## Activitatea artistică
Veniamin Apostol a adus în regia basarabeană un suflu nou, promovând o factură poetico-psihologică a artei teatrale, descătușarea totală a actorului, jocul firesc, bogat, expresiv, interiorizat (Gh. Cincilei). Ca regizor a debutat în 1969, cu spectacolul „Noaptea cu privighetori” după piesa lui O. Ejov. Pe parcursul anilor a realizat numeroase montări pe diverse scene teatrale din Republica Moldova, România, Rusia. Nu a fost legat de o anumită manieră creativă, incercând de fiecare dată să găsească noi soluții expresive, să pună în valoare noi fațete ale artei dramatice și actoricești.
În anii 1970-1980 a pledat pentru teatrul realist, spectacolele puse în scenă în această perioadă impunându-se „prin deschiderea lor interioară, prin polisemia metaforei scenice, prin îmbinarea armonioasă a realului cu liricul sau comicul" (Maria Mâțu, critic teatral): „Al patrulea” de K. Simonov (1970), „Alexandra” de I. Ștok (1971), „Toate trei anotimpurile” de A. Busuioc (1972), „Dincolo de ușa verde” de R. Ibra-ghimbekov (1972), „Mai ia o tablet” de A. Makaionok (1973), „Slugă la doi stăpâni” de C. Goldoni (1975), „Președintele” de D. Matcovschi (1975), „O vânătoare de rate” de A. Vampilov (1976), „Cât o fi să mai trăim” de O. Ioseliani (1976), „Casa mare” de I. Druță (1977), „Tata” de D. Matcovschi (1978), „Pe-o gură de rai” de I. Podoleanu (1980), „Pomul vieții” de D. Matcovschi (1980), „Curajul bărbatilor” de A. Marinat (1981), „Abecedarul” de D. Matcovschi (1983), „Biedermann și incendiatorii” de Max Frisch (1984) ș. a.
După 1985 regizorul se orientează spre teatrul brechtian, nonaristotelic, care prezintă o îmbinare a teatrului realist cu cel idealist, abordând un repertoriu variat: „Teroarea și mizeriile celui de-al III-lea Reich” de B. Brecht (1985), „Șase iulie” de M. Șatrov (1985), „AFEB” de B. Nuși (1985), „Filomena Marturano” de E. de Filippo (1986), „Dictatura conștiintei” de M. Șatrov (1987), ”Mârțoaga cu clopoței” de I. Druță (1987), „Sapte femei în sala vânătorilor” de V. Merejko (1988), „Sperietoarea” de D. Matcovschi (1989) etc.
Etapa de după 1990 este marcată de căutări novatoare, regizorul punând accentul tot mai mult pe teatralitate. Dintre piesele montate în această perioadă vom menționa: „Inimă de câine” de M. Bulgakov (1990), „Jocuri de noapte” de Fran D. Gilroy (1991), „Destinul” de D. Matcovschi (1994), „Trei surori” de A. Cehov (1998) ș. a.
Ca actor a trăit intens prin universul uman al personajelor jucate în scenă, în filme, în spectacole televizate și radiofonice: roluri episodice în filmele „Lăutarii”, regia E. Loteanu (1971), „Bărbatii incăruntesc devreme”, regia V. Pascaru (1974), arhitectorul în filmul televizat „Casă pentru Dionis, regia D. Mija (1980), Botică în spectacolul „Curajul bărbatilor” de A. Marinat (1981), Hmarov în „Clopotele” de G. Mamlin (1984), „Hyperion” în filmul Luceafărul, regia E. Loteanu (1986), Voinițki în filmul-spectacol „Unchiul Vanea”, regia V. Tapeș (1991), Zilov în filmul-spectacol „O vânătoare de rate”, regia V. Tapeș (1993), baronul în filmul televizat „Infernul”, regia V. Țapeș (1995), „Mihail Averianovici în filmul-spectacol Salonul nr. 6”, regia V. Tapeș (1998), Imanuil în spectacolul „Tata” (versiune nouă) de D. Matcovschi (1999), Adam în spectacolul radiofonic „În fata prăvăliei bijutierului” de Karol Vojtila (2000) ș. a.

## Activitatea pedagogică
Concomitent cu activitatea artistică din teatru, a realizat o frumoasă carieră pedagogică. A început în 1973 ca simplu lector al Institutului de Arte din Chișinău, devenind ulterior conferențiar (1993) și profesor universitar (1994). Pe parcursul a aproape 30 de ani de muncă pedagogică a reușit să pregătească peste 150 de absolvenți, mulți dintre care constituie mândria scenei naționale.

## Distincții
- 1977 - Doctor în Studiul artelor
- 1982 - Maestrul emerit în Arte[6]
- 1988 - Artist al poporului din Moldova
- 1996 - Laureat al Premiului Național[7][6]
- 1999 - Membru-corespondent al Academiei Româno-Americane de arte și științe.

A mai fost decorat cu ordinul Drapelul roșu al muncii din URSS și cu Ordinul Republicii.